# Lavilleneuve
Lavilleneuve est une commune française située dans le département de la Haute-Marne, en région Grand Est.

## Géographie
| Rangecourt   |              | Val-de-Meuse |
|              | Lavilleneuve | val-de-Meuse |
| Val-de-Meuse | Val-de-Meuse | Val-de-Meuse |

### Hydrographie
La commune est dans le bassin versant de la Meuse au sein du bassin Rhin-Meuse. Elle est drainée par la Meuse et le ruisseau de Rangecourt,.
La Meuse longe le territoire communal sur son flanc nord-est. Elle prend sa source au Châtelet-sur-Meuse et se jette dans la mer du Nord après un cours long d'approximativement 950 kilomètres traversant la France, la Belgique et les Pays-Bas.

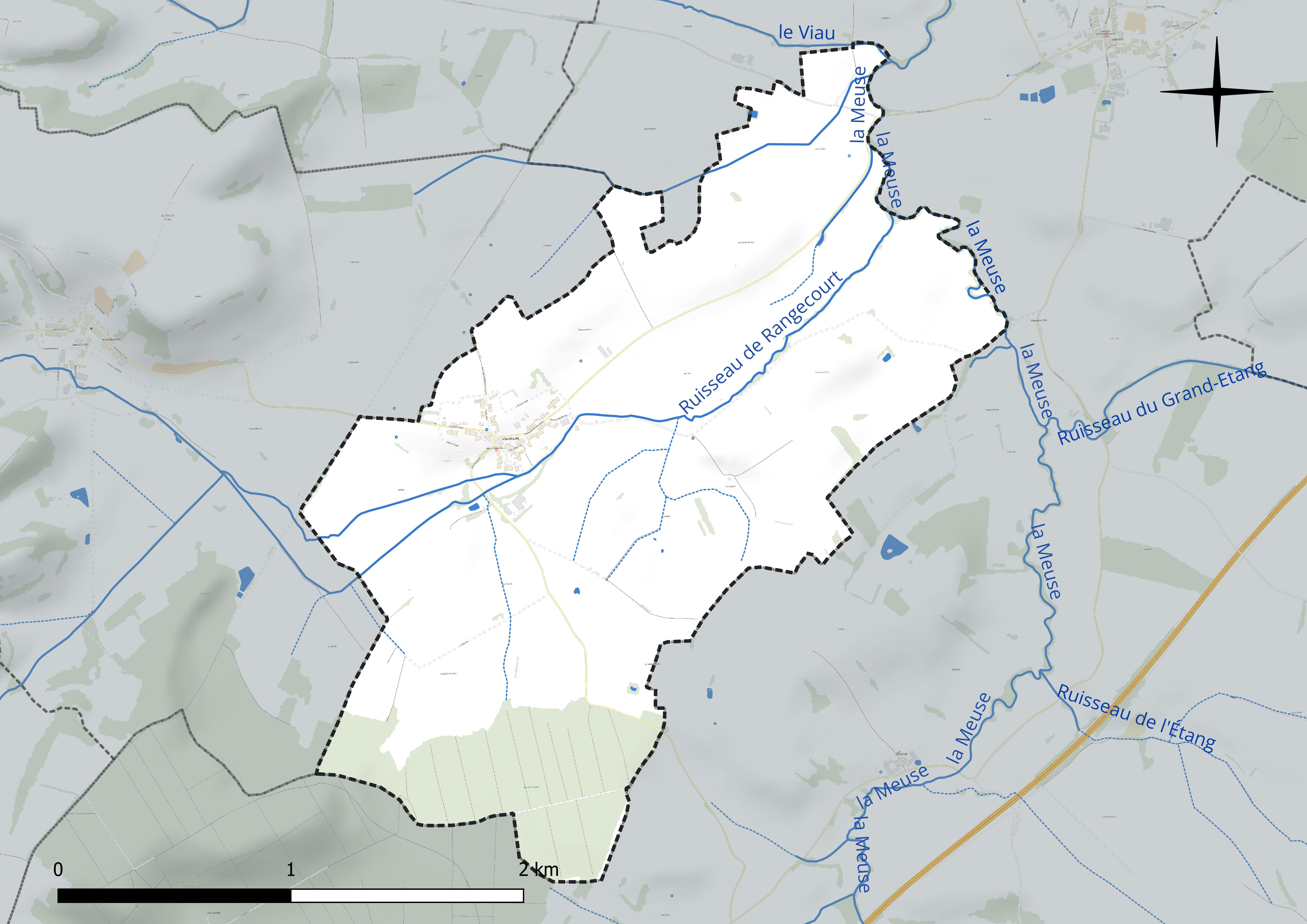
Réseau hydrographique de Lavilleneuve.

### Climat
Pour des articles plus généraux, voir Climat du Grand Est et Climat de la Haute-Marne.
En 2010, le climat de la commune est de type climat de montagne, selon une étude du Centre national de la recherche scientifique s'appuyant sur une série de données couvrant la période 1971-2000. En 2020, Météo-France publie une typologie des climats de la France métropolitaine dans laquelle la commune est exposée à un climat océanique altéré et est dans la région climatique  Lorraine, plateau de Langres, Morvan, caractérisée par un hiver rude (1,5 °C), des vents modérés et des brouillards fréquents en automne et hiver.
Pour la période 1971-2000, la température annuelle moyenne est de 9,5 °C, avec une amplitude thermique annuelle de 16,8 °C. Le cumul annuel moyen de précipitations est de 947 mm, avec 13,1 jours de précipitations en janvier et 9,2 jours en juillet. Pour la période 1991-2020, la température moyenne annuelle observée sur la station météorologique de Météo-France la plus proche, « Val-de-Meuse », sur la commune de Val-de-Meuse à 4 km à vol d'oiseau, est de 9,9 °C et le cumul annuel moyen de précipitations est de 917,4 mm. 
La température maximale relevée sur cette station est de 39,5 °C, atteinte le 25 juillet 2019 ; la température minimale est de −25 °C, atteinte le 18 janvier 1966,,.
Les paramètres climatiques de la commune ont été estimés pour le milieu du siècle (2041-2070) selon différents scénarios d'émission de gaz à effet de serre à partir des nouvelles projections climatiques de référence DRIAS-2020. Ils sont consultables sur un site dédié publié par Météo-France en novembre 2022.

## Urbanisme

### Typologie
Au 1er janvier 2024, Lavilleneuve est catégorisée commune rurale à habitat dispersé, selon la nouvelle grille communale de densité à sept niveaux définie par l'Insee en 2022.
Elle est située hors unité urbaine et hors attraction des villes,.

### Occupation des sols
L'occupation des sols de la commune, telle qu'elle ressort de la base de données européenne d’occupation biophysique des sols Corine Land Cover (CLC), est marquée par l'importance des territoires agricoles (82,4 % en 2018), en diminution par rapport à 1990 (87,9 %). La répartition détaillée en 2018 est la suivante : 
prairies (76,3 %), forêts (12,2 %), terres arables (6,1 %), zones urbanisées (5,4 %). L'évolution de l’occupation des sols de la commune et de ses infrastructures peut être observée sur les différentes représentations cartographiques du territoire : la carte de Cassini (XVIIIe siècle), la carte d'état-major (1820-1866) et les cartes ou photos aériennes de l'IGN pour la période actuelle (1950 à aujourd'hui).

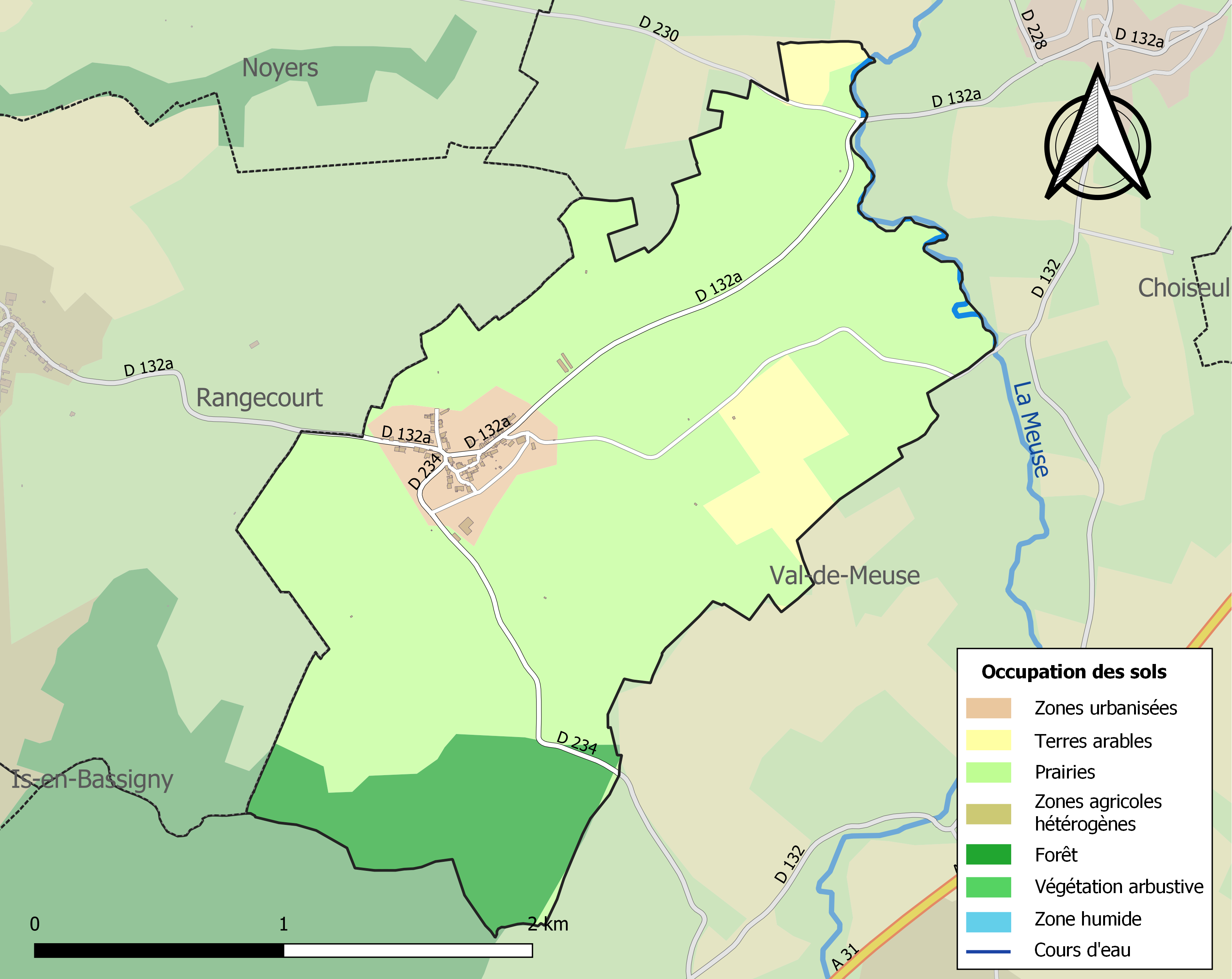
Carte des infrastructures et de l'occupation des sols de la commune en 2018 (CLC).

## Toponymie
Le nom de la localité (anciennement Lavilleneuve-en-Angoulancourt,) est attesté sous les formes Anglicuria (1168) ; Angoulancort (1270) ; Angolancuria (XIVe siècle) ; Anguelancuria (1436) ; La Villeneuve en Angoulancourt (1626) ; La Ville Neuve en Angoulaincourt (1686) ; La Villeneuve en Angoulaincourt (1687) ; La Villeneufve en Engoulancourt (1688) ; « Ecclesia Sancti Dionisii Villae Novae de Anglecuria » (1697) ; La Villeneuve en Angoulancour (1732) ; La Villeneuve en Engoulancourt (1769) ; Villeneuve-en-Angoulancourt (1770) ; Lavilleneuve en Angoulencourt (1858) ; Lavilleneuve (1896).

Villeneuve : de l'oïl où ville signifie village au Moyen Âge avec l'ajout de l'adjectif féminin neuve, « agglomération nouvelle » dans la contrée d'Anglicourt ou d'Angoulancourt.

## Politique et administration
| Période                                  | Période   | Identité           | Étiquette | Qualité  |
| ---------------------------------------- | --------- | ------------------ | --------- | -------- |
| mars 2008                                | mars 2014 | Michel ROGER       |           |          |
| mars 2014                                | mars 2020 | Jean-Louis Saillet |           | Gendarme |
| Les données manquantes sont à compléter. |           |                    |           |          |

## Population et société

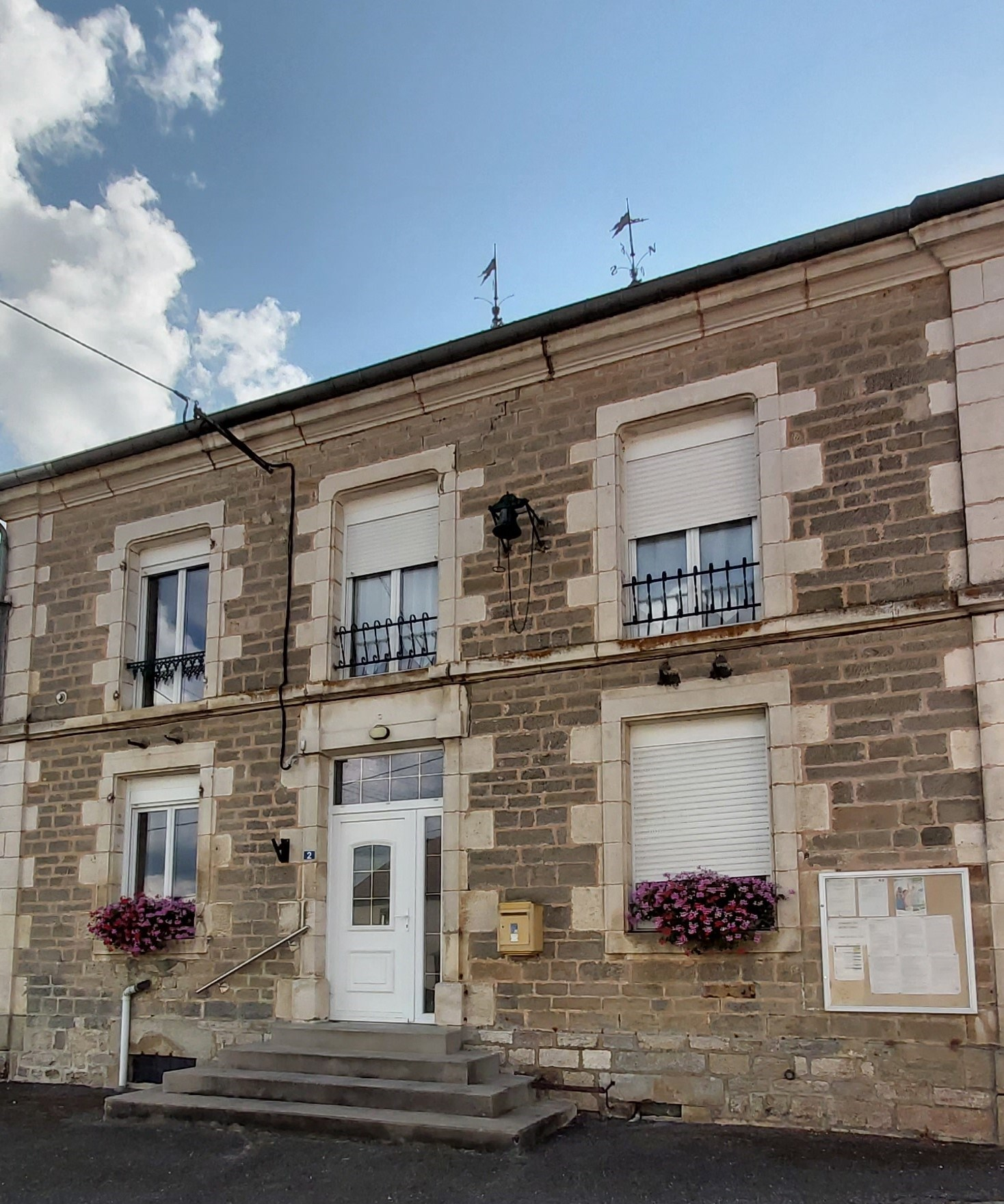
La mairie

### Démographie

#### Évolution démographique
L'évolution du nombre d'habitants est connue à travers les recensements de la population effectués dans la commune depuis 1793. Pour les communes de moins de 10 000 habitants, une enquête de recensement portant sur toute la population est réalisée tous les cinq ans, les populations de référence des années intermédiaires étant quant à elles estimées par interpolation ou extrapolation. Pour la commune, le premier recensement exhaustif entrant dans le cadre du nouveau dispositif a été réalisé en 2007.

En 2022, la commune comptait 57 habitants, en évolution de −8,06 % par rapport à 2016 (Haute-Marne : −4,62 %, France hors Mayotte : +2,11 %).
| 1793 | 1800 | 1806 | 1821 | 1831 | 1836 | 1841 | 1846 | 1851 |
| ---- | ---- | ---- | ---- | ---- | ---- | ---- | ---- | ---- |
| 195  | 223  | 262  | 237  | 269  | 267  | 248  | 263  | 245  |

| 1856 | 1861 | 1866 | 1872 | 1876 | 1881 | 1886 | 1891 | 1896 |
| ---- | ---- | ---- | ---- | ---- | ---- | ---- | ---- | ---- |
| 249  | 240  | 227  | 223  | 211  | 210  | 225  | 220  | 219  |

| 1901 | 1906 | 1911 | 1921 | 1926 | 1931 | 1936 | 1946 | 1954 |
| ---- | ---- | ---- | ---- | ---- | ---- | ---- | ---- | ---- |
| 210  | 200  | 179  | 153  | 156  | 154  | 150  | 138  | 136  |

| 1962 | 1968 | 1975 | 1982 | 1990 | 1999 | 2006 | 2007 | 2012 |
| ---- | ---- | ---- | ---- | ---- | ---- | ---- | ---- | ---- |
| 117  | 106  | 97   | 84   | 86   | 87   | 75   | 73   | 66   |

| 2017 | 2022 | - | - | - | - | - | - | - |
| ---- | ---- | - | - | - | - | - | - | - |
| 60   | 57   | - | - | - | - | - | - | - |

## Lieux et monuments
- Église Saint-Denis inscrite aux Monuments Historiques en 1927 .

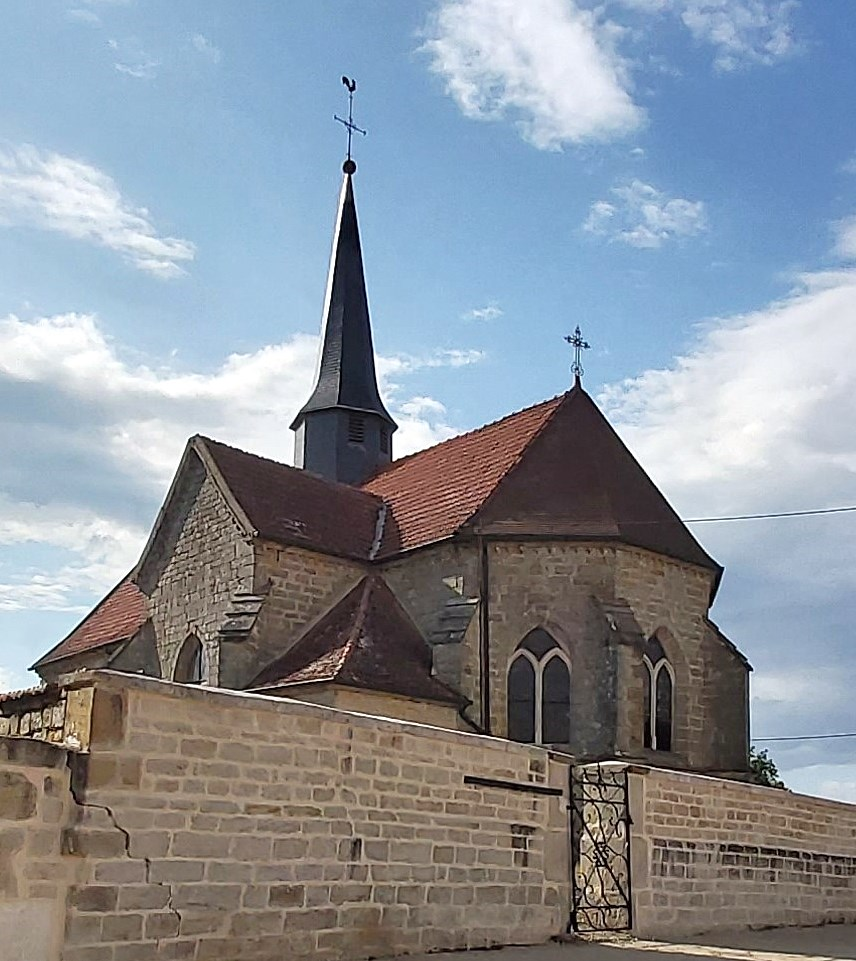
L'église Saint-Denis
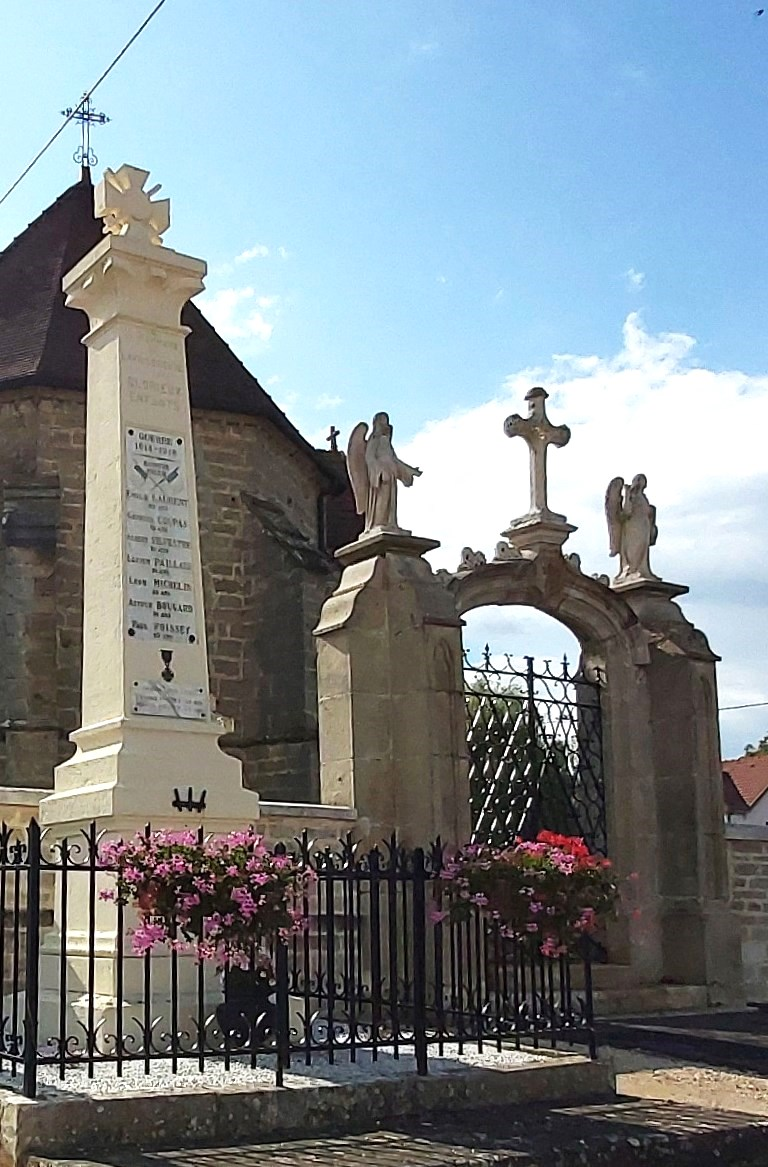
Le monument aux Morts